# Фуксит
Фуксит, также известный как зелёный мусковит и хромовая слюда, представляет собой богатую хромом разновидность минерала мусковита, который, в свою очередь, представляет собой калиевую слюду.
В химической формуле фуксита трёхвалентный хром заменяет один из атомов алюминия (Al), придавая фукситу зелёный оттенок.
Фуксит назван в честь немецкого химика и минералога Иоганна Непомука фон Фукса.
Разновидностью фуксита является вердит — тип метаморфической горной породы, представляющий собой нечистую, часто разноцветную разновидность фуксита.

## Свойства
Фуксит кристаллизуется в моноклинной сингонии. Общий цвет минерала — от бледно-зелёного до изумрудно-зелёного — зависит от степени замещения атомов алюминия хромом. Кристаллы слюды гибкие и слегка секущиеся с твёрдостью 2-2,5 по шкале Мооса.